# 페노메코
페노메코(Penomeco, 본명: 정동욱, 1992년 10월 7일 ~ )는 랩 보컬 작곡 작사등 모든 장르가 가능한 대한민국의 올라운더 아티스트이다.

## 방송 출연
- 《Show Me The Money 6》 : 에이솔과 배틀 후 탈락, 그 후 특별 무대에 출연
- 《BREAKERS》: 페노메코 : 14660 후이 : 14380 최종 우승
- 《고등래퍼 3》 : 강민수 팝콘 피쳐링
- 《Show Me The Money 8》 : 펀치넬로 정글 피쳐링 (With 샘 김)
- 《미스터리 음악쇼 복면가왕》: 주문을 외워보자! 야발라바히기야 모하이모하이루라
- 《최자로드》

## 음반 목록

### 디스코그래피
- 2014년 10월 16일 (싱글) Right here
- 2014년 12월 23일 (싱글) 23
- 2016년 3월 7일 (싱글) Ma Fam
- 2016년 8월 16일 (맥시 싱글) For You
- 2017년 3월 1일 (맥시 싱글) FILM
- 2017년 8월 11일 (싱글) HUNNIT-SM STATION
- 2017년 9월 2일 (컴필레이션) 쇼미더머니 6 - EPISODE 5
- 2018년 1월 30일 (싱글) L.I.E
- 2018년 3월 22일 (싱글) Good Morning
- 2018년 4월 28일 (컴필레이션) 브레이커스 Part.2
- 2018년 8월 15일 (싱글) COCO BOTTLE
- 2018년 12월 20일 (EP) Garden
- 2019년 5월 7일 (싱글) 영화 한 편 찍자
- 2019년 7월 28일 (싱글) Tempo
- 2019년 9월 9일 (더블 싱글) if
- 2019년 11월 7일 (EP) ODD
- 2021년 2월 4일 (싱글) 故김현식 30주기 헌정앨범 "추억 만들기" Part 6
- 2021년 4월 20일 (EP) Dry Flower
- 2021년 8월 25일 (더블 싱글) Organic
- 2023년 4월 19일 [ Rorschach ] Part 1
- 2023년 6월 19일 [ Rorschach ] Part 2